# Куаньї
Куаньї́ (фр. Coigny) — колишній муніципалітет у Франції, у регіоні Нормандія, департамент Манш. Населення — 197 осіб (2011).
Муніципалітет був розташований на відстані близько 280 км на захід від Парижа, 80 км на захід від Кана, 32 км на північний захід від Сен-Ло.

## Історія
До 2015 року муніципалітет перебував у складі регіону Нижня Нормандія. Від 1 січня 2016 року належав до нового об'єднаного регіону Нормандія.
1 січня 2016 року Куаньї, Літер, Прето-Сент-Сюзанн i Сен-Жор було об'єднано в новий муніципалітет Монсенель.

## Демографія
Динаміка населення (INSEE ):
Розподіл населення за віком та статтю (2006):
| Стать | Всього | До 15 років | 15-24 | 25-44 | 45-64 | 65-85 | Понад 85 |
| --- | ------ | ----------- | ----- | ----- | ----- | ----- | -------- |
| Чоловіки | 84     | 8           | 16    | 24    | 24    | 12    | 0        |
| Жінки | 108    | 32          | 4     | 36    | 16    | 20    | 0        |
| \| Статево-вікова піраміда \| Статево-вікова піраміда \| Статево-вікова піраміда \| \| ----------------------- \| ----------------------- \| ----------------------- \| \| Чоловіки \| Вік \| Жінки \| \| 0 \| 85 + \| 0 \| \| 0 \| 80-84 \| 4 \| \| 0 \| 75-79 \| 4 \| \| 0 \| 70-74 \| 8 \| \| 12 \| 65-69 \| 4 \| \| 4 \| 60-64 \| 4 \| \| 4 \| 55-59 \| 0 \| \| 4 \| 50-54 \| 4 \| \| 12 \| 45-49 \| 8 \| \| 12 \| 40-44 \| 8 \| \| 8 \| 35-39 \| 16 \| \| 0 \| 30-34 \| 4 \| \| 4 \| 25-29 \| 8 \| \| 12 \| 20-24 \| 4 \| \| 4 \| 15-20 \| 0 \| \| 8 \| 10-14 \| 20 \| \| 0 \| 5-9 \| 12 \| \| 0 \| 0-4 \| 0 \| |        |             |       |       |       |       |          |
| Статево-вікова піраміда |        |             |       |       |       |       |          |
| Чоловіки | Вік    | Жінки       |       |       |       |       |          |
| 0 | 85 +   | 0           |       |       |       |       |          |
| 0 | 80-84  | 4           |       |       |       |       |          |
| 0 | 75-79  | 4           |       |       |       |       |          |
| 0 | 70-74  | 8           |       |       |       |       |          |
| 12 | 65-69  | 4           |       |       |       |       |          |
| 4 | 60-64  | 4           |       |       |       |       |          |
| 4 | 55-59  | 0           |       |       |       |       |          |
| 4 | 50-54  | 4           |       |       |       |       |          |
| 12 | 45-49  | 8           |       |       |       |       |          |
| 12 | 40-44  | 8           |       |       |       |       |          |
| 8 | 35-39  | 16          |       |       |       |       |          |
| 0 | 30-34  | 4           |       |       |       |       |          |
| 4 | 25-29  | 8           |       |       |       |       |          |
| 12 | 20-24  | 4           |       |       |       |       |          |
| 4 | 15-20  | 0           |       |       |       |       |          |
| 8 | 10-14  | 20          |       |       |       |       |          |
| 0 | 5-9    | 12          |       |       |       |       |          |
| 0 | 0-4    | 0           |       |       |       |       |          |

## Економіка
2010 року серед 135 осіб працездатного віку (15—64 років) 80 були активними, 55 — неактивними (показник активності 59,3%, у 1999 році було 79,7%). З 80 активних мешканців працювали 72 особи (43 чоловіки та 29 жінок), безробітними було 8 (3 чоловіки та 5 жінок). Серед 55 неактивних 15 осіб було учнями чи студентами, 29 — пенсіонерами, 11 були неактивними з інших причин.

У 2010 році в муніципалітеті числилось 75 оподаткованих домогосподарств, у яких проживали 178,5 особи, медіана доходів виносила 16 606 євро на одного особоспоживача